# Justiceiro & Elektra
Justiceiro & Elektra foi uma publicação mensal de histórias em quadrinhos, originalmente publicadas pela editora estadunidense Marvel Comics, distribuídas no Brasil pela Editora Panini. Diferente das edições americanas, que são todas publicadas individualmente, é costume no Brasil lançar as séries nos chamados "mix", contendo diversas edições originais em cada edição nacional. A série Justiceiro & Elektra abrigava as séries do Justiceiro (Punisher) e de Elektra e foi publicada entre fevereiro de 2003 e janeiro de 2004.
Quando iniciou sua publicação, foi um dos títulos a substituir a publicação Paladinos Marvel, juntamente com Hulk & Demolidor. Após seu cancelamento, suas séries foram remanejadas para a então nova revista Demolidor, lançada em fevereiro de 2004.
A série foi publicada em dois formatos diferentes, no "formato econômico" da Panini (15 cm x 24,5 cm), da edição 1 à 6, e posteriormente em formato americano (17 cm x 26 cm), da edição 7 à 12.

## Publicação pela Panini Comics

### Justiceiro & Elektra (2003-2004)

#### Séries
- Elektra (#01-#12)
- Punisher (#01-#12)

#### Edições
| Edição nacional | História 1   | História 2   | Data de publicação |
| --------------- | ------------ | ------------ | ------------------ |
| #01             | Punisher #13 | Elektra #11  | fev 03             |
| #02             | Punisher #14 | Elektra #12  | mar 03             |
| #03             | Elektra #13  | Punisher #15 | abr 03             |
| #04             | Punisher #16 | Elektra #14  | mai 03             |
| #05             | Punisher #17 | Elektra #15  | jun 03             |
| #06             | Punisher #18 | Elektra #16  | jul 03             |
| #07             | Punisher #19 | Elektra #17  | ago 03             |
| #08             | Punisher #20 | Elektra #18  | set 03             |
| #09             | Punisher #21 | Elektra #19  | out 03             |
| #10             | Elektra #20  | Punisher #22 | nov 03             |
| #11             | Punisher #23 | Elektra #21  | dez 03             |
| #12             | Elektra #22  | Punisher #27 | jan 04             |